# Episodi de I Griffin (quinta stagione)
La quinta stagione della serie televisiva I Griffin, composta da 18 episodi, è stata trasmessa negli Stati Uniti, da Fox, dal 10 settembre 2006 al 20 maggio 2007.
In Italia la stagione è stata trasmessa dal 1º al 23 febbraio 2010 su Italia 1 saltando 1 episodio. L'episodio inedito è stato recuperato il 19 maggio 2010 su Italia 1.
Prima della messa in onda, i primi 13 episodi in lingua italiana sono stati resi dapprima disponibili in DVD dal 19 maggio 2009, mentre i restanti 5 dall'8 luglio 2010.
L'attrice statunitense Drew Barrymore ha prestato la voce al personaggio di Jillian Russell, la sexy ex-fidanzata bulimica di Brian.
| nº | Codice di produzione | Titolo originale                            | Titolo italiano                  | Prima TV USA      | Prima TV Italia  |
| -- | -------------------- | ------------------------------------------- | -------------------------------- | ----------------- | ---------------- |
| 1  | 4ACX32               | Stewie Loves Lois                           | Stewie ama Lois                  | 10 settembre 2006 | 1º febbraio 2010 |
| 2  | 4ACX31               | Mother Tucker                               | Telma e Tom                      | 17 settembre 2006 | 2 febbraio 2010  |
| 3  | 4ACX33               | Hell Comes to Quahog                        | Minaccia su Quahog               | 24 settembre 2006 | 3 febbraio 2010  |
| 4  | 4ACX34               | Saving Private Brian                        | Salvate il soldato Brian         | 5 novembre 2006   | 4 febbraio 2010  |
| 5  | 4ACX35               | Whistle While Your Wife Works               | Fischia mentre tua moglie lavora | 12 novembre 2006  | 5 febbraio 2010  |
| 6  | 5ACX01               | Prick Up Your Ears                          | Drizza le orecchie               | 19 novembre 2006  | 19 maggio 2010   |
| 7  | 5ACX02               | Chick Cancer                                | Tra finzione e realtà            | 26 novembre 2006  | 8 febbraio 2010  |
| 8  | 5ACX03               | Barely Legal                                | Al limite della legalità         | 17 dicembre 2006  | 9 febbraio 2010  |
| 9  | 5ACX04               | Road to Rupert                              | Alla ricerca di Rupert           | 28 gennaio 2007   | 10 febbraio 2010 |
| 10 | 5ACX05               | Peter's Two Dads                            | I due papà di Peter              | 11 febbraio 2007  | 11 febbraio 2010 |
| 11 | 5ACX06               | The Tan Aquatic with Steve Zissou           | A A Abbronzatissimo              | 18 febbraio 2007  | 12 febbraio 2010 |
| 12 | 5ACX08               | Airport '07                                 | Airport '07                      | 4 marzo 2007      | 15 febbraio 2010 |
| 13 | 5ACX07               | Bill & Peter's Bogus Journey                | Bill, ti presento Lois           | 11 marzo 2007     | 16 febbraio 2010 |
| 14 | 5ACX09               | No Meals on Wheels                          | Pranzo a rotelle                 | 25 marzo 2007     | 17 febbraio 2010 |
| 15 | 5ACX10               | Boys Do Cry                                 | Anche i ragazzi piangono         | 29 aprile 2007    | 18 febbraio 2010 |
| 16 | 5ACX11               | No Chris Left Behind                        | Una scuola per Chris             | 6 maggio 2007     | 19 febbraio 2010 |
| 17 | 5ACX12               | It Takes a Village Idiot, and I Married One | Lois sindaco di Quahog           | 13 maggio 2007    | 22 febbraio 2010 |
| 18 | 5ACX13               | Meet the Quagmires                          | Ti presento i miei               | 20 maggio 2007    | 23 febbraio 2010 |

## Stewie ama Lois
- Sceneggiatura: Mark Hentemann
- Regia: Mike kim
- Messa in onda originale: 10 settembre 2006
- Messa in onda italiana: 1º febbraio 2010

Durante un esame della prostata, Peter crede di essere stato violentato dal dottore e così lo denuncia al municipio di Quahog facendolo licenziare. Nel frattempo Stewie, dopo che Lois gli ha aggiustato l'orsacchiotto Rupert sbranato precedentemente da un cane al parco, comincia ad affezionarsi a lei.
- Guest star: Ellen Albertini Dow, Dave Boat, Phil LaMarr e Kevin Michael Richardson.

## Telma e Tom
- Sceneggiatura: Tom Devanney
- Regia: James Purdum
- Messa in onda originale: 17 settembre 2006
- Messa in onda italiana: 2 febbraio 2010

Telma (la madre di Peter) lascia Francis, suo marito, e flirta con il giornalista Tom Tucker. Peter si oppone, cambiando poi idea. Nel frattempo Brian e Stewie diventano i protagonisti di un programma radiofonico, il quale ben presto avrà successo.
- Guest star: H. Jon Benjamin, Phyllis Diller, Phil LaMarr, Tamera Mowry e Gore Vidal.

## Minaccia su Quahog
- Sceneggiatura: Kirker Butler
- Regia: Dan Povenmire
- Messa in onda originale: 24 settembre 2006
- Messa in onda italiana: 3 febbraio 2010

Dopo essere stata appiedata dal padre Peter, Meg lo convince a comprarle un'automobile. Non soddisfatta dell'acquisto (il mezzo scelto dal padre è un carro armato), decide di cercarsi un lavoro e lo trova nel Superstore USA, un nuovo centro commerciale. Quest'ultimo però crea problemi a tutta la città: chiusura degli esercizi commerciali più piccoli, ondata di caldo, e blackout nelle case.
- Guest star: Nessuna.

## Salvate il soldato Brian
- Sceneggiatura: Cherry Chevapravatdumrong
- Regia: Cyndi Tang
- Messa in onda originale: 5 novembre 2006
- Messa in onda italiana: 4 febbraio 2010

In seguito ad una campagna pubblicitaria favorevole all'esercito, Stewie si arruola e, con l'inganno, trascina dentro anche Brian. Nel frattempo Chris si unisce ad un gruppo rock dissacratore.
- Curiosità: Il titolo dell'episodio è una chiara parodia del film Salvate il soldato Ryan di Steven Spielberg.

- Guest star: Louis Gossett Jr. e Brian Hugh Warner (Marilyn Manson)

## Fischia mentre tua moglie lavora
- Sceneggiatura: Steve Callaghan
- Regia: Greg Colton
- Messa in onda originale: 12 novembre 2006
- Messa in onda italiana: 5 febbraio 2010

Nel giocare imprudentemente con i fuochi d'artificio, Peter si ritrova con una mano dilaniata. Non riuscendo più a fare il suo lavoro al computer nella fabbrica di birra, chiede aiuto a Lois. Intanto Brian frequenta una ragazza bionda tanto bella quanto tonta e Stewie lo schernisce per questa cosa.
- Nel passaggio su Italia 1, sono state tagliate tre scene: una sul "recupero" delle dita mozzate di Peter; la seconda faceva parte della scena di "seduzione" di Peter verso Lois; l'ultima comprendeva la scena di sesso in ufficio di Lois e Peter. Tutte e tre le scene non vengono tagliate nelle successive repliche.
- Guest star: Drew Barrymore, Carrie Fisher.

## Drizza le orecchie
- Sceneggiatura: Cherry Chevapravatdumrong
- Regia: James Purdum
- Messa in onda originale: 19 novembre 2006
- Messa in onda italiana: 19 maggio 2010

Lois diventa insegnante di educazione sessuale nella scuola di Meg e Chris, ma viene subito licenziata perché consigliava l'uso del preservativo. Ad una conferenza un pastore convince i ragazzi all'astinenza dal sesso prematrimoniale. Stewie è alle prese con la cattura della fatina dei dentini.
- Guest star: Gary Cole, David Cross, Mindy Cohn, Drew Barrymore.

## Tra finzione e realtà
- Sceneggiatura: Alec Sulkin e Wellesley Wild
- Regia: Pete Michels
- Messa in onda originale: 26 novembre 2006
- Messa in onda italiana: 8 febbraio 2010

Stewie rivede dopo tanto tempo Olivia, l'attrice bambina che ha conosciuto alla scuola di recitazione. Se ne innamora e riesce addirittura a sposarla. Peter al cinema si commuove con un film sentimentale al punto che decide di girarne uno come regista, ma a modo suo.
- Guest star: Drew Barrymore, Jeff Bergman e Rachael MacFarlane.

## Al limite della legalità
- Sceneggiatura: Kirker Butler
- Regia: Zac Moncrief
- Messa in onda originale: 17 dicembre 2006
- Messa in onda italiana: 9 febbraio 2010

Il sindaco Adam West, dopo aver visto un film del 1984, manda le forze di polizia della città in Colombia per salvare un personaggio di fantasia. In città regna il caos per la mancanza di forze dell'ordine e Peter e i suoi amici diventeranno poliziotti. Intanto Meg, non avendo nessuno con cui andare al ballo della scuola, accetta di essere accompagnata da Brian. Meg e Brian si baciano e, da quel momento, Meg impazzirà per lui, diventando ossessiva nonostante Brian gli dica che è stato solo un errore causato dall'alcool.
- Guest star: Garrett Morris, Drew Barrymore e Tamera Mowry.

## Alla ricerca di Rupert
- Sceneggiatura: Patrick Meighan
- Regia: Dan Povenmire
- Messa in onda originale: 28 gennaio 2007
- Messa in onda italiana: 10 febbraio 2010

In un mercatino organizzato dai Griffin, Brian vende per sbaglio Rupert, l'orsacchiotto di Stewie, e decide di ritrovarlo con lui. Nel frattempo Peter, nel tentativo di eseguire un salto mortale con la macchina, causa molti danni e il suo amico Joe gli ritira la patente. Meg sarà la sua autista personale e comincerà perfino ad essergli simpatica.

### Curiosità
È presente una scena eliminata (non doppiata in italiano) dove Lois prende in mano la videocassetta del film La storia segreta di Stewie Griffin.
- Guest star: Rob Lowe, Ted McGinley, George Wendt, Connor Trinneer e Dave Wittenberg.

## I due papà di Peter
- Sceneggiatura: Danny Smith
- Regia: Cyndi Tang
- Messa in onda originale: 11 febbraio 2007
- Messa in onda italiana: 11 febbraio 2010

Durante la festa di compleanno di Meg, Peter, nel tentativo di fare un'esibizione con un monociclo sulle scale, cade e uccide Francis. Ma dopo scopre che Francis non era suo padre e scopre che suo padre è un alcolista irlandese di nome Mickey McFinnigan. Così va a trovarlo insieme a Brian ma suo padre inizialmente non lo accetta. Soltanto dopo aver pareggiato con lui ad una gara di alcool Mickey accetta Peter e gli dà il benvenuto nella propria famiglia.
- Guest star: Charles Durning e Phyllis Diller.

## A A Abbronzatissimo
- Sceneggiatura: Mark Hentemann
- Regia: Julius Wu
- Messa in onda originale: 18 febbraio 2007
- Messa in onda italiana: 12 febbraio 2010

Stewie si è abbronzato dopo che Peter si era dimenticato di mettergli la crema protettiva durante una partita di golf. Così Stewie decide di mantenere l'abbronzatura e se ne vanta. Però quando un giorno decise di usare una macchina per abbronzarsi per almeno un quarto d'ora, Brian si dimentica di chiamarlo e quindi Stewie si ritrova con la pelle bruciata. Nel frattempo, Chris viene picchiato da Kyle, un bullo di zona e Peter si offre volontario di andare a casa sua per chiarire la faccenda, ma finisce per picchiarlo. Così il giorno dopo Peter gli chiede scusa e Kyle gli dice che come bullo Peter non è niente male. Così Peter diventa bullo del quartiere in cui vive.
- Curiosità: Nella versione italiana Peter dà a Kyle solo un pugno e poi scappa, mentre nella versione originale, Peter colpisce Kyle svariate volte fino a ridurlo sanguinante a terra, e poi scappa.
- Guest star: Keir Gilchrist.

## Airport '07
- Sceneggiatura: Tom Devanney
- Regia: John Holmquist
- Messa in onda originale: 4 marzo 2007
- Messa in onda italiana: 12 febbraio 2010

Dopo aver visto uno spettacolo dei mangia pannocchie, Peter diventa uno di loro e si compra anche un pick-up. Un giorno accompagna Quagmire all'aeroporto dicendo che lui era pilota. Prima di andarsene Peter stacca la manichetta del carburante dall'aereo e ricarica il suo fuoristrada, convinto così di poter volare col suo nuovo veicolo. L'aereo precipita senza che nessuno rimanga ferito, e Quagmire che era ai comandi, viene licenziato perdendo anche la casa, e così viene ospitato in casa Griffin.
- Guest star: Hugh Hefner.

## Bill, ti presento Lois
- Sceneggiatura: Steve Callaghan
- Regia: Domin Polcino
- Messa in onda originale: 11 marzo 2007
- Messa in onda italiana: 16 febbraio 2010

Dopo essere stato battuto da un polpo fuoriuscito dall'acquario di Quahog, Peter scopre di essere grasso e comincia a fare flessioni. Un giorno aiuta Bill Clinton a riparare lo pneumatico bucato della sua limousine. Peter, credendosi più forte, la solleva spezzandosi la schiena. Successivamente i due diventano amici, ma Lois non è d'accordo. Intanto Lois, arrabbiata con Brian che utilizza il giardino per i suoi bisogni, lo costringe ad usare il water.
- Guest star: Roy Scheider.

## Pranzo a rotelle
- Sceneggiatura: Mike Henry
- Regia: Greg Colton
- Messa in onda originale: 25 marzo 2007
- Messa in onda italiana: 17 febbraio 2010

Una somma inaspettata permette ai Griffin di aprire un ristorante, ma nella gestione del locale Peter si rivela intollerante nei confronti dei soggetti diversamente abili, tra cui Joe Swanson. Quando Peter si rompe una gamba, capisce quanto sia dura la vita su una sedia a rotelle e chiederà scusa a Joe per aver trattato male lui e gli altri nelle sue stesse condizioni.
- Guest star: Barclay DeVeau, Keith Ferguson, Arnold McCuller, Patrick Stewart, Mark Harmon e Ben Stiller.

## Anche i ragazzi piangono
- Sceneggiatura: Cherry Chevapravatdumrong
- Regia: Brian Ilies
- Messa in onda originale: 29 aprile 2007
- Messa in onda italiana: 18 febbraio 2010

Lois ottiene un lavoro come nuova organista nella chiesa e costringe tutta la famiglia ad essere presente ogni domenica. Qui Stewie scambia il vino per punch e ne beve troppo, finendo per vomitarlo. Per questo motivo, il sacerdote crede che il bambino sia posseduto dal demonio (aveva sputato il "sangue di Cristo") ma al momento dell'esorcismo, i Griffin scappano in campagna dalla sorella di Lois, Carol, in Texas. Intanto Meg e Chris, per una scommessa studentesca, devono rubare un paio di mutande dal ranch di George W. Bush.
- Guest star: Drew Barrymore, Bill Engvall, Gilbert Gottfried e Camilla Stull.

## Una scuola per Chris
- Sceneggiatura: Patrick Meigham
- Regia: Pete Michels
- Messa in onda originale: 6 maggio 2007
- Messa in onda italiana: 19 febbraio 2010

Brian si accorge che il libro di testo che sta studiando Chris è obsoleto. Sconvolta da questa notizia Lois decide di lamentarsi dal preside Shepherd il quale le spiega che non può permettersi libri di testo nuovi a causa del basso punteggio nel test di valutazione generale degli studenti. Per migliorare la media il preside deve espellere lo studente più stupido.
- Guest star: Gary Cole, Neil Patrick Harris, Phil LaMarr, Josh Radnor e Tara Strong.

## Lois sindaco di Quahog
- Sceneggiatura: Alex Borstein
- Regia: Zac Moncrief
- Messa in onda originale: 13 maggio 2007
- Messa in onda italiana: 22 febbraio 2010

Lois decide di candidarsi sindaco alle prossime elezioni dopo aver scoperto che il sindaco West permetteva le discariche abusive in cambio di gel gratis per i suoi capelli. Appoggiata da Peter e da molti cittadini di Quahog, Lois riesce a vincere le elezioni.
- Guest star: Jeff Bergman, Gary Cole, Jackson Douglas (voce di Jason Voorhees), Keith Ferguson, Carrie Fisher, Masam Holden, Don Most, Gary Newman, Keith Olbermann e Fred Tatasciore.

## Ti presento i miei
- Sceneggiatore: Mark Hentemann
- Regia: Dan Povenmire e Chris Robertson
- Messa in onda originale: 20 maggio 2007
- Messa in onda italiana: 23 febbraio 2010

Peter, geloso delle imprese erotiche di Quagmire, decide di convocare Morte con un falso allarme, per farsi spedire per un giorno con Brian nel 1984 e cercare di spassarsela. Al ritorno scopre un presente alternativo dove Quagmire è sposato con Lois.
- Guest star: Luke Adams, Jeff Bergman, Adam Carolla, Beth Littleford e Will Sasso.